# Uwe Wittstock

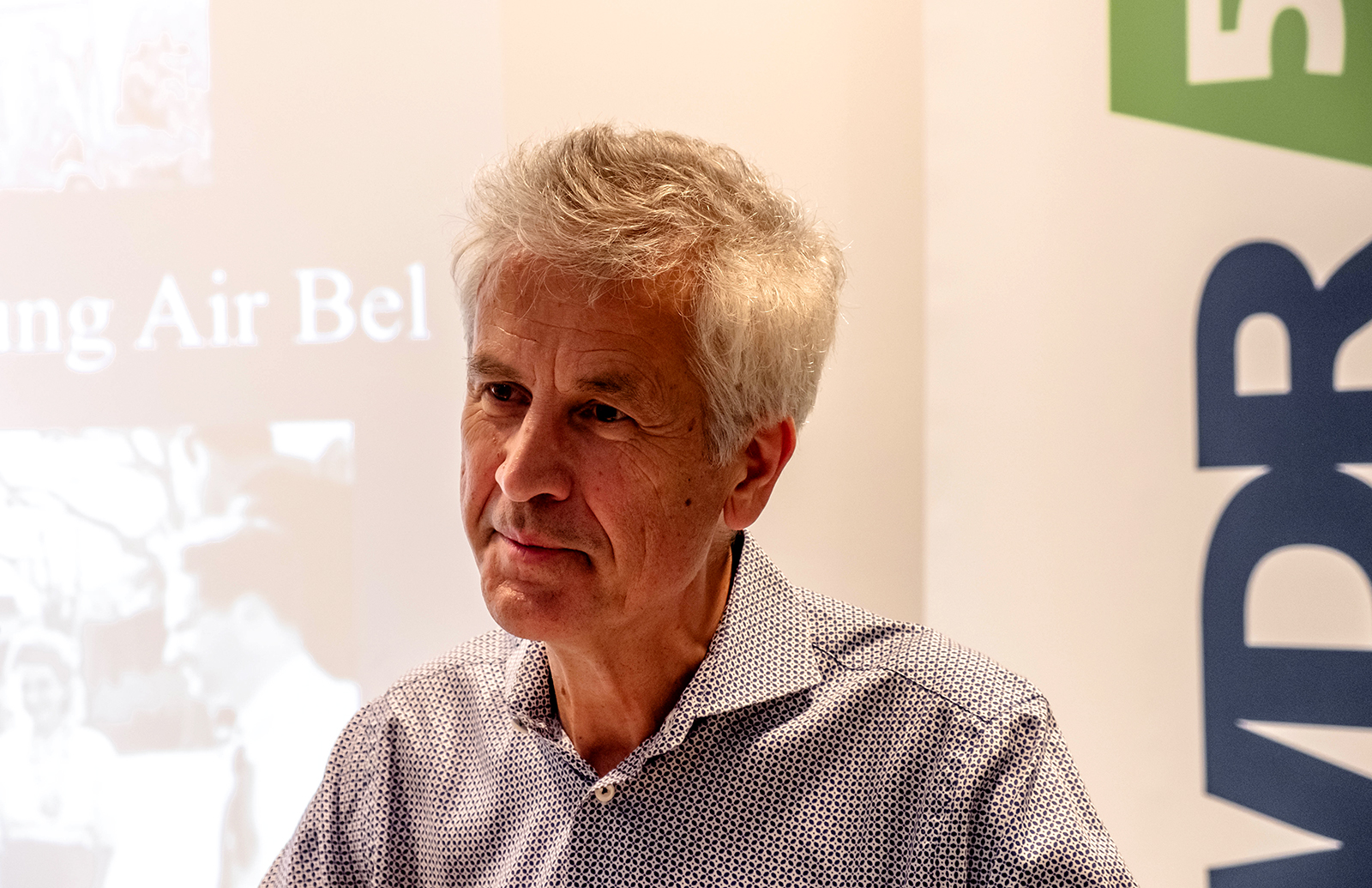
Uwe Wittstock in der Zentralbibliothek Carl Brandts Haus, Mönchengladbach. Lesung aus Marseille 1940 im Rahmen des Literarischen Sommers 2024.

Uwe Wittstock (* 5. Juni 1955 in Leipzig) ist ein deutscher Literaturkritiker, Lektor und Autor.

## Werdegang
Wittstock wuchs in Köln auf und studierte dort Germanistik, Philosophie und Theaterwissenschaft. Seine Tätigkeit als Journalist begann er bei der Frankfurter Allgemeinen Zeitung, wo er von 1980 bis 1989 in der Literaturredaktion arbeitete. Von 1989 bis 1999 war Wittstock leitender Lektor für deutschsprachige Gegenwartsliteratur im Frankfurter S. Fischer Verlag. In diesem Zeitraum war er auch Mitherausgeber der Literaturzeitschrift Neue Rundschau. 2000 wurde er zunächst stellvertretender Feuilletonchef der Tageszeitung Die Welt, seit 2002 war er deren Kulturkorrespondent in Frankfurt am Main. Vom 1. Oktober 2010 bis Ende 2017 war Wittstock Literaturchef des Magazins Focus. Seither ist er freier Schriftsteller und lebt bei Frankfurt am Main.
Wittstocks Buch Februar 33. Der Winter der Literatur stand zwischen September 2021 und Februar 2022 mehrere Wochen auf der Spiegel-Bestsellerliste und wurde in zwölf Sprachen übersetzt. Die Frankfurter Allgemeine Zeitung bezeichnete es als „einen großen Wurf“, die Süddeutsche Zeitung schrieb: „Die atmosphärische Dichte und die Zuneigung, die Wittstock für seine [...] Figuren entwickelt, machen sein Buch zu einer Art emphatischer Geschichtsschreibung.“ Der Schriftsteller Pankaj Mishra nannte das Buch in der New York Review of Books „ein gekonnt konstruiertes Kaleidoskop [...] es liest sich wie ein rasanter Roman“ und Le Monde bezeichnete es als „eine blendende chorische Erzählung“. Dagens Nyheter (Stockholm) schrieb: „Selten wurde Literaturgeschichte so anschaulich, fast filmisch beschrieben.“
2022 kuratierte Wittstock gemeinsam mit Sylvia Asmus die Ausstellung Marcel Reich-Ranicki. Ein Leben, viele Rollen in der Deutschen Nationalbibliothek, Frankfurt am Main. Der Katalog zur Ausstellung erschien unter demselben Titel ISBN 978-3-941113-56-5.
Mit dem 2024 erschienenen Buch Marseille 1940. Die große Flucht der Literatur gelang Wittstock ein erneuter großer Erfolg mit einem Sachbuch über ein Kapitel deutscher Literaturgeschichte im Exil, das von der Literaturkritik äußerst positiv aufgenommen wurde. Im März 2024 stand Marseille 1940 auf Platz 1 der Sachbuch-Bestenliste sowohl bei Die Zeit (zusammen mit Deutschlandfunk Kultur und ZDF) als auch der Welt (zusammen mit der Neuen Zürcher Zeitung, RBB Kultur und Radio Österreich 1). Das Buch blieb über ein halbes Jahr auf der Spiegel-Bestsellerliste, davon 14 Wochen unter der Top-Five. Es wurde in acht Sprachen übersetzt. Florian Illies schrieb in der Zeit: "Wittstocks Buch besticht durch seine Genauigkeit. Er hat unzählige Erinnerungen der Flüchtenden studiert und Tag für Tag miteinander abgeglichen und verwoben.". Das Buch erzähle, hieß es in Le Monde, von den "epischen Abenteuern" der Exilanten "mit teuflisch präzisen Strichen". Und Corriere della sera meinte: "Die Geschichte von Wittstock ist die Geschichte der Rettung großer Persönlichkeiten, aber sie ist vor allem ein Denkmal für ganz normale Menschen, die bereit waren, ihr Leben zu riskieren, um das Leben von ihnen unbekannten Menschen zu retten."

## Auszeichnungen
1989 wurde Wittstock mit dem Theodor-Wolff-Preis für Journalismus ausgezeichnet. 2006 vergab er als alleinverantwortlicher Vertrauensmann der Heinrich-von-Kleist-Gesellschaft den Kleist-Preis an Daniel Kehlmann. Im Jahr 2019 erhielt er das Spreewald-Literaturstipendium. 2023 wurde sein Buch Februar 33. Der Winter der Literatur für den Prix du Livre Européen und 2024 Marseille 1940: Die große Flucht der Literatur für den „Bayern 2 Publikumspreis“ im Rahmen des Bayerischen Buchpreis nominiert.

## Werke
- Franz Fühmann. Eine Monographie. Verlag C. H. Beck, München 1988, ISBN 3-406-33157-2.
- Leselust – Wie unterhaltsam ist die neue deutsche Literatur? – ein Essay. Luchterhand Literaturverlag, München 1995, ISBN 3-630-87981-0.
- Der Familienplanet. Eltern, Kinder, Katastrophen. Verlag C. H. Beck, München 2004, ISBN 3-406-52294-7.
- Marcel Reich-Ranicki. Geschichte eines Lebens. Blessing Verlag, München 2005, ISBN 3-89667-274-6.
- Die Büchersäufer – Streifzüge durch den Literaturbetrieb. Zu Klampen Verlag, Springe 2007, ISBN 978-3-86674-005-1.
- Nach der Moderne – Essay zur deutschen Gegenwartsliteratur in zwölf Kapiteln über elf Autoren. Wallstein Verlag, Göttingen 2009, ISBN 978-3-8353-0561-8.
- Der Fall Esra. Ein Roman vor Gericht – Über die neuen Grenzen der Literaturfreiheit. Kiepenheuer & Witsch, Köln 2011, ISBN 978-3-462-60008-7.
- Marcel Reich-Ranicki – die Biografie. Blessing Verlag, München 2015, ISBN 978-3-89667-543-9.
- Karl Marx beim Barbier. Leben und letzte Reise eines deutschen Revolutionärs. Blessing Verlag, München 2018, ISBN 978-3-89667-612-2 (überarbeitete Neuausgabe: Karl Marx in Algier. Leben und letzte Reise eines Revolutionär, C. H. Beck, München 2025, ISBN 978-3-406-83072-3).
- Franz Fühmann. Wandlung ohne Ende. Eine Biografie. Hinstorff Verlag, Rostock 2021, ISBN 978-3-356-02378-7.
- Februar 33: Der Winter der Literatur. Verlag C. H. Beck, München 2021, ISBN 978-3-406-77693-9.
- Marseille 1940: Die große Flucht der Literatur. Verlag C. H. Beck, München 2024, ISBN 978-3-406-81490-7.

### Herausgeber (Auswahl)
- Heiner Müller: Der Auftrag und andere Revolutionsstücke. Reclam-Verlag, Stuttgart 1988, ISBN 3-15-008470-9.
- Günter de Bruyn. Materialien zu Leben und Werk. Fischer Taschenbuch, Frankfurt am Main 1991, ISBN 3-596-10960-4.
- Berlin erzählt. 19 Erzählungen. Fischer Taschenbuch, Frankfurt am Main 1991, ISBN 3-596-10925-6.
- Gerhard Roth. Materialien zu 'Die Archive des Schweigens'. Fischer Taschenbuch, Frankfurt am Main 1992, ISBN 3-596-11274-5.
- Sport Stories. Ein literarischer Zehnkampf. Fischer Taschenbuch, Frankfurt am Main 1993, ISBN 3-596-11715-1.
- Wolfgang Hilbig. Materialien zu Leben und Werk. Fischer Taschenbuch, Frankfurt am Main 1994, ISBN 3-596-12253-8.
- Die Erfindung der Welt. Zum Werk von Christoph Ransmayr. Fischer Taschenbuch, Frankfurt am Main 1997, ISBN 3-596-13433-1.
- Tennis oder Die Ordnung des Lebens. Geschichten von Spiel, Satz und Sieg. Insel Taschenbuch 1998, ISBN 3-458-33945-0.
- Allen Ginsberg. Gedichte. Carl Hanser Verlag, München 1999, ISBN 3-446-19791-5.
- Ade, ihr schönen Scheine – europäische Schriftsteller nehmen Abschied von ihren Währungen. Deutscher Taschenbuch Verlag, München 2001, ISBN 3-423-20514-8.
- Postmoderne in der deutschen Literatur. Lockerungsübungen aus 50 Jahren. Wallstein Verlag, Göttingen 2015, ISBN 978-3-8353-1602-7.
- Franz Fühmann: Mein letzter Flug. Roman einer Jugend unter Hitler in acht Erzählungen. Hinstorff Verlag, Rostock 2021, ISBN 978-3-356-02377-0.